# Saverdun
Saverdun è un comune francese di 4 619 abitanti situato nel dipartimento dell'Ariège nella regione dell'Occitania. I suoi abitanti si chiamano Saverdunois.
Diede i natali al pontefice Benedetto XII.

## Società

### Evoluzione demografica
Abitanti censiti